# 권헌성
권헌성(1958년 10월 11일~)은 대한민국의 정치인이다. 제13대 국회의원을 지냈다.

## 역대 선거 결과
|  | 23.8% |

|  | 9.58% |

|  | 19.46% |

|  | 0.56% |

|  | 1.33% |